# Соколл, Карл
Карл Соколл (нем. Carl Szokoll; 15 октября 1915, Вена — 25 августа 2004, Вена) — австрийский подпольщик, участник сопротивления нацистскому режиму, в послевоенное время был также известен как кинопродюсер и сценарист.

## Биография
Окончил Терезианскую военную академию, служил в армии Австрийской республики. После аншлюса вся австрийская армия была включена в состав германского вермахта, включая и К. Соколла. Незадолго до аншлюса познакомился с Кристль Кукулой, девушкой еврейского происхождения, которая стала его женой и с которой он поддерживал тайные контакты во время нацистской оккупации Австрии.
Во время Второй мировой войны служил в вермахте. Участвовал в Польской и Французской кампаниях в должностях командира роты и батальона, за отличия награждён двумя Железными крестами. В июле 1941 года был ранен, после выздоровления служил в штабе 17-го военного округа вермахта (в литературе его иногда ошибочно именуют 17-м запасным корпусом) в Вене. В январе 1943 года назначен начальником мобилизационного отдела этого штаба. Был вовлечён в заговор против Гитлера 20 июля 1944 года, но сумел избежать ареста — гестапо не сумело выйти на след венской организации заговорщиков. 
При приближении советских войск майор Соколл в начале 1945 года организовал заговор (в литературе получил название Операция «Радецкий») с целью подготовки вооружённого восстания и срыва немецкого плана разрушения Вены. Установил контакты с рядом групп Сопротивления из числа традиционных политических партий Австрии и (по мнению спецслужб СССР) с разведкой США и Великобритании. 2 апреля 1945 года по его приказу участвующие в заговоре писарь старший фельдфебель Фердинанд Кез и шофер Соколла ефрейтор Йоханн Райф перешли линию фронта в полосе 9-й гвардейской армии 3-го Украинского фронта и были доставлены в штаб фронта, где на встрече с командующим маршалом Советского Союза Ф. И. Толбухиным изложили план заговорщиков пробить брешь в немецкой обороне и открыть советским войскам дорогу на Вену. Толбухин в ответ обещал оказать помощь в эвакуации гражданского населения Вены, чтобы максимально снизить его потери в ходе предстоящего штурма города. Восстание было намечено на 6 апреля, с руководством повстанцев была налажена радиосвязь. По некоторым свидетельствам, и сам К. Сокол 3 или 4 апреля переходил в расположение советских войск для согласования взаимодействия, где представился руководителем подпольной антифашистской организации «Австрия, пробудись!». Он обещал, что его группы смогут захватить в Вене все мосты через Дунай и Дунайский канал или, по крайней мере, разминировать их, атаковать немецкие штабы, учреждения нацистской партии и гестапо, взять под контроль линии связи, склады, жизненно важные объекты городского хозяйства в Вене.
Однако заговор был раскрыт гестапо, в ночь с 5 на 6 апреля многие его участники были арестованы и вскоре казнены. Соколл сумел бежать, скрывался до прихода Красной Армии.
После занятия Вены частями Красной Армии 13 апреля явился в военную комендатуру города с предложением своих услуг, комендант генерал-майор А. В. Благодатов предложил ему организовать венскую полицию с ним во главе. Однако, Управление СМЕРШ 3-го Украинского фронта с таким назначением не согласилась, мотивируя это участием Соколла в войне на стороне Германии, а также обвинив его в заговоре с целью передать власть в Вене американцам и англичанам и не допустить «революционных преобразований» в Австрии. Кроме того, контрразведчики занялись расследованием причин провала восстания в Вене. 14 апреля Соколл был задержан.
В начале июня сбежал из-под стражи и проживал в Вене по подложным документам, установил контакт с французской разведкой. 5 сентября 1945 года был задержан вновь венской полицией, которая передала его советской контрразведке. 18 октября 1945 года было утверждено постановление следователя о прекращении следствия и освобождении Соколла из-под стражи.
После войны австрийская пресса называла его «спасителем Вены». Советские оккупационные власти в Австрии одно время делали на него ставку как на возможного просоветского кандидата в канцлеры, однако Соколл отказался от участия в политике, стал писателем-сценаристом и кинопродюсером. Участвовал в работе над кинофильмами «Последний мост» и «Последний акт», сериалом «Бокерер» (все они имели ярко выраженную антинацистскую направленность). Фильмография К. Соколла насчитывает 45 фильмов.
О вкладе Соколла в освобождение Вены подробно рассказано в книге «Синдром удава» одного из членов его подпольной организации Бориса Витмана. Автор мемуаров.